# Умбозерская
Умбозерская (в низовье Северная) — река в России, протекает по территории Ловозерского района Мурманской области. Устье реки находится в 3,4 км по левому берегу реки Суры. Длина реки — 25 км, площадь водосборного бассейна — 224 км².

## Данные водного реестра
По данным государственного водного реестра России относится к Баренцево-Беломорскому бассейновому округу, водохозяйственный участок реки — реки бассейна Белого моря от западной границы бассейна реки Йоканга (мыс Святой Нос) до восточной границы бассейна реки Нива, без реки Поной. Речной бассейн реки — бассейны рек Кольского полуострова и Карелии.
Код объекта в государственном водном реестре — 02020000212101000009152.